# Nupalirus chani
Nupalirus chani is een tienpotigensoort uit de familie van de Palinuridae. De wetenschappelijke naam van de soort is voor het eerst geldig gepubliceerd in 1994 door Poupin.